# Studnie
Studnie – wieś sołecka w Polsce położona w województwie mazowieckim, w powiecie kozienickim, w gminie Głowaczów.
| Identyfikator miejscowości | Nazwa miejscowości | Rodzaj miejscowości |
| -------------------------- | ------------------ | ------------------- |
| 0619811                    | Zapole             | część wsi           |

W latach 1975–1998 miejscowość administracyjnie należała do województwa radomskiego.
Wierni kościoła rzymskokatolickiego należą do parafii św. Wawrzyńca w Głowaczowie.